# Georgina (Ontario)
Georgina es un pueblo canadiense situado en la provincia de Ontario.

## Superficie
Georgina tiene una superficie de 287,69 km².

## Demografía
En 2021, tenía 47 642 habitantes, una densidad poblacional de 165,6 hab./km², y 19 368 viviendas.